# 日本自動車道
- 日本自動車道株式会社（にほんじどうしゃどう）は、かつて鎌倉・大船・江ノ島などで乗合自動車事業などを行っていた株式会社。菅原通済が設立。現在の京浜急行バス鎌倉営業所の路線運営の原型となったうちの一社。大船駅 - 鎌倉山 - 江ノ島の自動車道事業（後の京浜急行線）や鎌倉山別荘事業も営んでいた。
- 日本自動車道株式会社（にほんじどうしゃどう、英称：Japan Automobile Road Corporation：JARCO）は、オーストラリアの投資銀行・マッコーリー銀行が設立した、道路運送法による自動車道事業を営む株式会社。本項で詳述。

## 会社概要(会社設立時点)
同社は、2005年12月14日に、エムジェーエルエスプリ有限会社を組織変更する形で、マッコーリー銀行により設立された。資本金は1,000万円。
本社所在地は、岐阜県不破郡関ケ原町関ケ原1586番地である。
「インフラストラクチャーの健全な管理運営および新たな付加価値創造を通じた地元経済への貢献」を企業理念として、有料道路等の保有・維持管理・運営を行う。代表取締役は増田 真一。
同社は、匿名組合の「日本自動車道株式会社匿名組合2号契約」の営業者であり、利益は同匿名組合が分配を受ける。

## その後の経緯
- 第一号案件は近畿日本鉄道および名阪近鉄バスが保有していた「伊吹山ドライブウェイ」。2005年12月22日に譲渡契約締結、翌2006年3月28日に引渡しを行った。

- 「日本自動車道株式会社匿名組合2号契約」は、2010年3月31日に、マッコーリーグループから株式会社長大に譲渡された（出資持分比率100%、利益分配を受ける経済持分比率60%）。

- 2015年現在、同社は実質的に伊吹山ドライブウェイの保有・維持管理・運営のみを行っており、本社も東京から同ドライブウェイの管理事務所に移転している。（移転時期は不明）

- 同じくマッコーリーグループが出資していた箱根ターンパイクは、2014年に中日本高速道路グループに全株が売却された。

## 外部サイト
- 日本自動車道株式会社
- 伊吹山ドライブウェイ
- 近鉄の伊吹山ドライブウェイ売却発表資料 (PDF)